# Jasiennik Stary
Jasiennik Stary – wieś w Polsce położona w województwie lubelskim, w powiecie biłgorajskim, w gminie Potok Górny.
W latach 1975–1998 miejscowość administracyjnie należała do województwa zamojskiego.
Wieś jest sołectwem w gminie Potok Górny. Według Narodowego Spisu Powszechnego z roku 2011 wieś liczyła 402 mieszkańców i była siódmą co do liczby ludności miejscowością gminy.
Ochotnicza straż pożarna powstała we wsi w latach 30. XX wieku, w latach 50. funkcjonowało kółko rolnicze. 
Wierni Kościoła rzymskokatolickiego należą do parafii Narodzenia Najświętszej Maryi Panny w Krzeszowie. W Jasienniku Starym znajduje się filialny kościół MB Miłosierdzia parafii w Krzeszowie.

## Części wsi
| SIMC    | Nazwa | Rodzaj    |
| ------- | ----- | --------- |
| 0896462 | Budy  | część wsi |